# Émile Friol
Émile Friol (Lyon, 6 de março de 1881 - Amiens, 6 de novembro de 1916) foi um ciclista francês que foi profissional entre 1904 e 1914. Dedicou-se principalmente ao ciclismo em pista na modalidade de velocidade, em que ganhou dois Campeonatos do Mundo.

Morreu num acidente de motocicleta durante a Primeira Guerra Mundial.

## Palmarés
- 1904
  - Campeão da França de velocidade
- 1906
  - Campeão da França de velocidade
- 1907
  - Campeão do mundo de velocidade 
  - Campeão da Europa de Velocidade
  - Campeão da França de velocidade 
  - 1.º no Grande Prêmio de Paris
  - 1.º no Grande Prêmio de Reims
- 1908
  - 1r ao Grande Prêmio do UVF
  - 1909
    - 1.º no Grande Prêmio de Paris
- 1910
  - Campeão do mundo de velocidade 
  - Campeão da Europa de Velocidade
  - Campeão da França de velocidade 
    - 1.º no Grande Prêmio de Paris
    - 1.º no Grande Prêmio do UVF
    - 1.º no Grande Prêmio de Reims
- 1911
  - 1r ao Grande Prêmio do UVF
- 1913
  - Campeão da França de velocidade